# Diego Herazo
Diego Fernando Herazo Moreno  (Condoto, Chocó, Colombia; 14 de abril de 1996) es un futbolista colombiano que juega de delantero en San Lorenzo de la Primera División de Argentina.

## Vida personal del futbolista
La historia de Diego Fernando Herazo es de superación constante. Desde muy pequeño practicó béisbol, su deporte preferido. Su padre trabajaba de lunes a viernes en una mina de oro y cuando regresaba a su casa los fines de semana llevaba a su hijo a practicar este deporte en un club de su barrio. Luego, iban a ver los partidos de la liga local.
Durante su cursada en la escuela secundaria fue cuando empezó a tener sus primeros pasos con la número cinco en la práctica del fútbol, aunque nunca dejó de lado el béisbol.
A los 16 años decidió probarse en las Águilas Doradas pero no fue preseleccionado. Su perseverancia lo llevó a probarse al club Envigado. Fue uno de los mejores en la prueba que le hicieron pero tuvieron que optar entre él y un muchacho de Cartagena y se quedaron con éste, ya que solo podían elegir a uno. Fue a probar suerte a la Fundación Deportiva Jackson Martínez, donde vivió su proceso de crecimiento como futbolista.
Tanto sacrificio a diario hizo el futbolista que el DIM pagó por sus derechos deportivos y lo fue formando como profesional.

## Trayectoria
Diego Herazo debutó en el 2015 en Deportivo Independiente Medellín, donde jugó cuatro partidos y no marcó goles en su primera temporada como profesional. A mediados del 2016 fue cedido al Cúcuta Deportivo,donde disputó 12 cotejos e hizo un gol en la Primera B colombiana. En el 2018, se desarrolló en el Valledupar FC, arrancando con una senda goleadora de 17 gritos en 32 cotejos en el fútbol del ascenso. Dos años más tarde, volvió a Primera División tras ser fichado por Atlético Bucaramanga, donde jugó 24 partidos y logró 9 conquistas.
En el 2021, producto de sus buenos números, La Equidad  se interesó para hacerse de sus servicios. En ese club, convirtió 12 goles en apenas 28 partidos. Luego, el atacante se sumó a Millonarios  y se transformó en el máximo goleador de la liga local con 12 tantos en 50 partidos. Con dicha camiseta, anotó en la Copa Sudamericana en dos oportunidades. Finalmente, en el 2022 arribó a Deportes Tolima, donde tuvo un año pasado muy bueno con 16 gritos en 40 encuentros, siendo el goleador de la Liga BetPlay durante el 2023.
En febrero de 2024 se confirma su traspaso a San Lorenzo de Almagro de la Primera División del Fútbol argentino.Al día siguiente de su llegada al país, el 13 de febrero jugó su primer partido en el empate 1 a 1 contra Estudiantes de La Plata.En la fecha siguiente, el 17 de febrero, convirtió su primer gol en San Lorenzo, en la victoria 2-0 ante Tigre, en el Nuevo Gasómetro, ganándose el cariño de los hinchas de "El Ciclón".

## Estadísticas
Actualizado al último partido disputado el 9 de mayo de 2024.
| Independiente Medellín · Colombia | 1ª            | 2015          | 3   | 0  | 1  | 0 | -  | - | 4   | 0  | 0,0  |
| Independiente Medellín · Colombia | 1ª            | 2016          | 1   | 0  | 4  | 0 | -  | - | 5   | 0  | 0,0  |
| Independiente Medellín · Colombia | 1ª            | 2019          | 10  | 2  | -  | - | 2  | 0 | 10  | 2  | 0,1  |
| Independiente Medellín · Colombia | 1ª            | 2021          | 2   | 1  | 2  | 0 | -  | - | 4   | 1  | 0.50 |
| Independiente Medellín · Colombia | Total         | Total         | 16  | 4  | 7  | 0 | 2  | 0 | 23  | 3  | 0,12 |
| Cúcuta Deportivo · Colombia | 2ª            | 2016          | 8   | 1  | 2  | 0 | -  | - | 10  | 1  | 0,10 |
| Cúcuta Deportivo · Colombia | 2ª            | 2017          | 1   | 0  | 1  | 0 | -  | - | 2   | 0  | 0,0  |
| Cúcuta Deportivo · Colombia | Total         | Total         | 9   | 1  | 3  | 0 | 0  | 0 | 12  | 1  | 0,08 |
| Valledupar F. C. · Colombia | 2ª            | 2018          | 30  | 16 | 2  | 1 | -  | - | 32  | 17 | 0,53 |
| Valledupar F. C. · Colombia | Total         | Total         | 30  | 16 | 2  | 1 | -  | - | 32  | 17 | 0,53 |
| Atlético Bucaramanga · Colombia | 1ª            | 2020          | 23  | 9  | 1  | 0 | -  | - | 24  | 9  | 0,37 |
| Atlético Bucaramanga · Colombia | Total         | Total         | 23  | 9  | 1  | 0 | 0  | 0 | 24  | 9  | 0,36 |
| La Equidad · Colombia | 1ª            | 2021          | 21  | 11 | -  | - | 7  | 2 | 28  | 13 | 0,42 |
| La Equidad · Colombia | Total         | Total         | 21  | 10 | 0  | 0 | 7  | 2 | 28  | 12 | 0,42 |
| Millonarios · Colombia | 1ª            | 2022          | 34  | 9  | 6  | 3 | 2  | 0 | 42  | 12 | 0,28 |
| Millonarios · Colombia | Total         | Total         | 34  | 9  | 6  | 3 | 2  | 0 | 42  | 12 | 0,28 |
| Deportes Tolima · Colombia | 1ª            | 2023          | 39  | 14 | 1  | 0 | 7  | 2 | 47  | 16 | 0,34 |
| Deportes Tolima · Colombia | 1ª            | 2024          | 1   | 0  | 0  | 0 | 0  | 0 | 1   | 0  | 0,00 |
| Deportes Tolima · Colombia | Total         | Total         | 40  | 14 | 1  | 0 | 7  | 2 | 48  | 16 | 0,33 |
| San Lorenzo Argentina | 1.ª           | 2024          | 9   | 1  | 1  | 0 | 4  | 0 | 14  | 1  | 0,50 |
| San Lorenzo Argentina | Total         | Total         | 9   | 1  | 1  | 0 | 4  | 0 | 14  | 1  | 0,05 |
| Total carrera | Total carrera | Total carrera | 193 | 63 | 21 | 4 | 22 | 4 | 218 | 70 | 0,31 |
| (1) La copa nacional se refiere a la Copa Colombia, Copa Argentina y Copa de la Liga Profesional. (2) La copa internacional se refiere a la Copa Sudamericana y Copa Libertadores. |               |               |     |    |    |   |    |   |     |    |      |

## Palmarés

### Campeonatos nacionales
| Título              | Club                   | País     | Temporada |
| ------------------- | ---------------------- | -------- | --------- |
| Categoría Primera A | Independiente Medellín | Colombia | 2016-I    |
| Copa Colombia       | Independiente Medellín | Colombia | 2019      |
| Copa Colombia       | Millonarios            | Colombia | 2022      |
| Torneo Intermedio   | Nacional               | Uruguay  | 2024      |
| Supercopa Uruguaya  | Nacional               | Uruguay  | 2025      |

### Distinciones individuales
| Distinción                                       | Año  |
| ------------------------------------------------ | ---- |
| Goleador del Apertura de la Primera A (11 goles) | 2021 |
| Goleador de la Copa Colombia (3 goles)           | 2022 |
| Goleador de la Copa AUF Uruguay (4 goles)        | 2024 |